# هانا ريتش
هانا ريتش (بالإنجليزية: Hannah Rich) هي دراجة بريطانية، ولدت في 3 يناير 1991 في Undy ‏ في المملكة المتحدة.

## وصلات خارجية
- هانا ريتش على موقع أرشيف الدراجات (الإنجليزية)
- هانا ريتش على موقع إحصائيات الدراجات الإحترافية (الإنجليزية)
- هانا ريتش على موقع نسبة الدراجات (الإنجليزية)
- هانا ريتش على موقع اتحاد ألعاب الكومنولث (مؤرشف) (الإنجليزية)